# 11. rozdanie nagród Złotych Malin
Złote Maliny przyznane za rok 1990
| Kategoria                      | Dla                                      | Za                                                      |
| ------------------------------ | ---------------------------------------- | ------------------------------------------------------- |
| Najgorszy film                 | Joel Silver, Steve Perry                 | Przygody Forda Fairlane’a                               |
| Najgorszy film                 | Bo Derek                                 | Duchy tego nie robią                                    |
| Najgorszy film                 | Brian De Palma                           | Fajerwerki próżności                                    |
| Najgorszy film                 | Arnold Stiefel, Randy Phillips           | Graffiti Bridge                                         |
| Najgorszy film                 | Irwin Winkler, Robert Chartoff           | Rocky V                                                 |
| Najgorszy aktor                | Andrew Dice Clay                         | Przygody Forda Fairlane’a                               |
| Najgorszy aktor                | Mickey Rourke                            | Godziny rozpaczy Dzika orchidea                         |
| Najgorszy aktor                | George C. Scott                          | Egzorcysta III                                          |
| Najgorszy aktor                | Prince                                   | Graffiti Bridge                                         |
| Najgorszy aktor                | Sylvester Stallone                       | Rocky V                                                 |
| Najgorsza aktorka              | Bo Derek                                 | Duchy tego nie robią                                    |
| Najgorsza aktorka              | Molly Ringwald                           | Wesele Betsy                                            |
| Najgorsza aktorka              | Melanie Griffith                         | Fajerwerki próżności                                    |
| Najgorsza aktorka              | Talia Shire                              | Rocky V                                                 |
| Najgorsza aktorka              | Bette Midler                             | Stella                                                  |
| Najgorszy aktor drugoplanowy   | Donald Trump                             | Duchy tego nie robią                                    |
| Najgorszy aktor drugoplanowy   | Gilbert Gottfried                        | Przygody Forda Fairlane’a I kto to mówi 2 Kochany urwis |
| Najgorszy aktor drugoplanowy   | Wayne Newton                             | Przygody Forda Fairlane’a                               |
| Najgorszy aktor drugoplanowy   | Leo Damian                               | Duchy tego nie robią                                    |
| Najgorszy aktor drugoplanowy   | Burt Young                               | Rocky V                                                 |
| Najgorsza aktorka drugoplanowa | Sofia Coppola                            | Ojciec chrzestny III                                    |
| Najgorsza aktorka drugoplanowa | Ally Sheedy                              | Wesele Betsy                                            |
| Najgorsza aktorka drugoplanowa | Kim Cattrall                             | Fajerwerki próżności                                    |
| Najgorsza aktorka drugoplanowa | Julie Newmar                             | Duchy tego nie robią                                    |
| Najgorsza aktorka drugoplanowa | Roseanne Barr (głos)                     | I kto to mówi 2                                         |
| Najgorsza reżyseria            | John Derek                               | Duchy tego nie robią                                    |
| Najgorsza reżyseria            | Renny Harlin                             | Przygody Forda Fairlane’a                               |
| Najgorsza reżyseria            | Brian De Palma                           | Fajerwerki próżności                                    |
| Najgorsza reżyseria            | Prince                                   | Graffiti Bridge                                         |
| Najgorsza reżyseria            | John G. Avildsen                         | Rocky V                                                 |
| Najgorszy scenariusz           | Daniel Waters, James Cappe, David Arnott | Przygody Forda Fairlane’a                               |
| Najgorszy scenariusz           | Michael Cristofer                        | Fajerwerki próżności                                    |
| Najgorszy scenariusz           | John Derek                               | Duchy tego nie robią                                    |
| Najgorszy scenariusz           | Prince                                   | Graffiti Bridge                                         |
| Najgorszy scenariusz           | Sylvester Stallone                       | Rocky V                                                 |
| Najgorszy debiut aktorski      | Sofia Coppola                            | Ojciec chrzestny III                                    |
| Najgorszy debiut aktorski      | Leo Damian                               | Duchy tego nie robią                                    |
| Najgorszy debiut aktorski      | Donald Trump                             | Duchy tego nie robią                                    |
| Najgorszy debiut aktorski      | Ingrid Chavez                            | Graffiti Bridge                                         |
| Najgorszy debiut aktorski      | Carré Otis                               | Dzika orchidea                                          |
| Najgorsza piosenka             | Chris LeVrar                             | „He's Comin' Back (The Devil!)” z filmu Egzorcysta 2½   |
| Najgorsza piosenka             | Alan Menken                              | „The Measure of a Man” z filmu Rocky V                  |
| Najgorsza piosenka             | Jay Gruska, Paul Gordon                  | „One More Cheer for Me!” z filmu Stella                 |